# Schultz & Larsen
Schultz & Larsen var en geværfabrik beliggende i Otterup på Fyn. Den eksisterede fra 1889 til 1994.

## H. Schultz, Otterup
Virksomheden blev grundlagt i 1889 af Hans Christian Schultz (23. marts 1864 – 26. juni 1937) . Han var uddannet drejer og havde desuden aftjent sin værnepligt i 1884- 1885 hvor hans beskæftigelse med våben og ammunition havde givet udslaget for hans videre karriere. Desuden var han aktiv i den lokale skytteforening hvor han eksperimenterede med at forbedre sigtemidlerne på riflerne. 
12. april 1889 fik Schultz udstedt næringsbevis som drejer og han nedsatte sig i landsbyen Otterup. Men foruden træ drejebænkene havde Schultz også anskaffet en jern drejebænk hvor han eksperimenterede med at producere sigtemidler til rifler. Hans arbejde med dette i skytteforeningerne havde snart fået folk til at efterspørge hans hjemmelavede sigtemidler, og dette gav udslaget i valget af produktion. Fra 1904 beskæftigede virksomheden sig udelukkende med geværproduktion og -reparation foruden produktion af sigtemidler. Det drejede sig først og fremmest om at omarbejde militærrifler af typen "Gevær M/1889" (også kaldet "Krag-Jørgensen geværet") til duelige skytteforeningsrifler. 
Desuden stiftede han i 1911 søstervirksomheden "A/S Dansk Ammunitionsfabrik" som producerede ammunition til skytterne.

## Schultz & Larsen
I 1919 stiftede Hans Schultz sammen med Niels Larsen (21. november 1889 – 15. november 1969) geværfabrikken "Schultz & Larsen". Niels Larsen var uddannet finmekaniker og havde sit eget værksted. I 1916 giftede Niels Larsen sig med Hans Schultz' datter Ellen Schultz. 
Efter 1. verdenskrig var der på grund af Versailles-traktatens bestemmelser mange maskiner til våbenfabrikation billigt til salg i Tyskland. Niels Larsen indkøbte en del af disse til 1 krone kiloet, og 20. januar 1919 åbnede "Schultz & Larsen" geværfabrik. De producerede fortrinsvis skytte- og salonrifler. Salget gik godt, og trods en brand på fabrikken i 1923, kunne man udvide forholdene og begynde produktionen af det specialfremstillede "M24" salongevær.
I starten af 1920'erne indgik virksomheden en aftale med den tyske våbenfabrikant Theodor Bergmann om at fremstille Bergmann-våben på den danske fabrik. Det betød blandt andet at fabrikken også begyndte at fremstille tungere våben, som f.eks. Bergmann-maskingeværet (dog kun piberne til disse), som blev leveret til Hamburg i Tyskland.
I 1930'erne var fabrikken en af de førende danske våbenproducenter, og det var som oftest med Schultz & Larsen rifler at førstepræmierne i skydekonkurrencer i Danmark blev vundet. I 30'erne begyndte virksomheden desuden at fremstille Bergmann maskinpistoler af typerne MP32, en videreudvikling af MP18. Selve udviklingen af MP32 foregik med i tæt samarbejde med "Schultz & Larsen", bl.a. den første prototype blev fremstillet der.

## Ultra-projektet
En anden tysk våbenproducent, Hermann Gerlich (1877-1934), blev også involveret i fabrikkens arbejde. Han beskæftigede sig med fremstillingen af panserværnsvåben. På grund af de politiske forhold i forbindelse med Adolf Hitlers magtoverdragelse i Tyskland var Gerlich bosat i England. Men efter at have startet samarbejdet med "Schultz & Larsen" flyttede han til Danmark, hvor han gik i gang med udviklingen af et for datiden yderst avanceret panserværnsvåben. Gerlich havde arbejdet med højhastigheds Panserværnsriffel, der blandt andet involverede koniske riffelløb, men for yderligere at forhøje skuddets hastighed måtte han udvikle et særligt projektil. Det blev kaldt "Ultra-projektet" og det tildrog sig de større magters opmærksomhed. Således skrev New York Times 26. december 1933 om projektilet under overskriften "The Winged Horror" (på grund af projektilernes vingelignende flanger).
Gerlich døde i 1934, og selv om det rygtedes i Otterup at han var blevet dræbt af "fremmede agenter", findes der ikke bevis for denne påstand. Imidlertid havde han nået at færdigudvikle projektilet og geværet med det koniske løb, som blev kaldt "Ultra 2". I 1938 blev rettighederne til ultra projektilet foruden nogle eksperimentelle antitankkanonløb solgt til Frankrig for 4,2 millioner kroner. Inden da var der dog blev leveret nogle eksemplarer af "Ultra 2" til Tyskland, i det at Gerlichs assistent, dr. Hans Neufeldt, havde vist sig at være en tysk spion. Neufeldt flyttede til Tyskland og arbejdede der videre på at udvikle skytset for den nazistiske regering. Det kom så vidt at da general Erwin Rommel i 1941 begyndte felttoget i Nordafrika, havde han versioner af projektilet til "Ultra 2" med. Det viste sig at være yderst effektivt, men det lykkedes englænderne at eftergøre projektilet baseret på analyser af afskudte projektiler. Hans Neufeldt og hans arbejde for firmaet "Polte" i Magdeburg endte med udviklingen af AT-kanonerne 2.8 cm sPzB 41 og 4.2 cm PaK 41, men måtte imod slutningen af krigen snart opgive at anvende projektilet, da alt det egentlige panserbrydende stof i det, wolfram-karbid var blevet opkøbt af amerikanerne kort før krigens begyndelse.

## 2. verdenskrig
Da den tyske besættelse af Danmark indtraf den 9. april 1940 fyrede værkfører Erhardt Jensen alle arbejderne, for at fabrikken ikke skulle kunne anvendes af tyskerne. I stedet anvendtes fabrikken til produktion af kuglelejer til cykler og knytteapparater til selvbindere. Men dette forsæt ændrede sig lidt da der i efteråret 1940 kom en stor ordre på skytteforeningsrifler fra Sverige, som stod på et par år. Det drejede sig om sportsrifler på kaliber .22. I 1941 blev riffelpiberne leveret til Sverige, og de beløb sig til i alt 25.232 piber, foruden 177 vragpiber.
I 1943 blev al skydning på skydebaner og al skiveskydning forbudt. Det betød at hele grundlaget for "Schultz & Larsen" forsvandt. Samme år blev al produktion af rifler på fabrikken også forbudt.
Forinden, i 1942, havde fabrikken i Otterup fået en ordre på omkring 800-1000 rifler til det danske kystpoliti i forbindelse med kystbevogtning. Det drejede sig om politikarabinen, RPLT42. Kort før leverancen af disse skulle finde sted stjal danske modstandfolk riflerne fra fabrikken. Fabrikken foretog derefter natlige reparationer af noget af det materiel som englænderne nedkastede fra luften. Dette kunne foregå da flere af medarbejderne på fabrikken, blandt andet Niels Larsens sønner Uffe og Fritz Schultz Larsen, var medlemmer af modstandsbevægelsen.
Efter krigen kom fabrikken i gang igen. Da tyskerne havde beslaglagt størstedelen af de danske fritidsvåben skulle jægere og foreningsskytter snart have nye rifler, og dette skabte fornyet omsætning.

## Fra 1945 til 1994
Efter krigen begyndte fabrikken at specialisere sig i haglgeværer, jagtrifler og sportsgeværer. Allerede under besættelsen havde Uffe Schultz Larsen lavet de første design, men først efter krigen kunne de komme i produktion.
Virksomheden fik stor succes inden for disse retninger i løbet af 1950'erne og 1960'erne. Men efterhånden som andre udenlandske fabrikker specialiserede sig i automatiseret seriefremstilling blev det mindre og mindre rentabelt at drive en fabrik i Danmark der producerede håndlavede våben.
I starten af 1994 gik fabrikken i betalingsstandsning og måtte lukke. Maskinerne blev købt af Jørgen Nielsen i Rask Mølle, men fabrikken i Otterup måtte lukkes ned.

## Fra 1996
Udstyret blev købt og fabrikken genetableret i Rask Mølle, hvor der den dag i dag produceres højkvalitetsrifler med såkaldt trukne piber som er meget præcise, og mærket betragtes verden over som noget at det bedste.
Produktionen foregår i 2024 i Hørning efter et ejerskifte.